# Wolfram Kleiss
Wolfram Kleiss (* 17. November 1930 in Berlin; † 18. Dezember 2020 in Kleinmachnow) war ein deutscher Bauforscher und Archäologe sowie langjähriger Direktor der Außenstelle Teheran des Deutschen Archäologischen Instituts (DAI). Er leitete zahlreiche Ausgrabungen und sonstige Untersuchungen durch alle Epochen des Iran, von denen manche neue Maßstäbe setzten. Seine Hauptinteressen galten aber der Archäologie und Architektur des Urartäischen Reiches.

## Leben

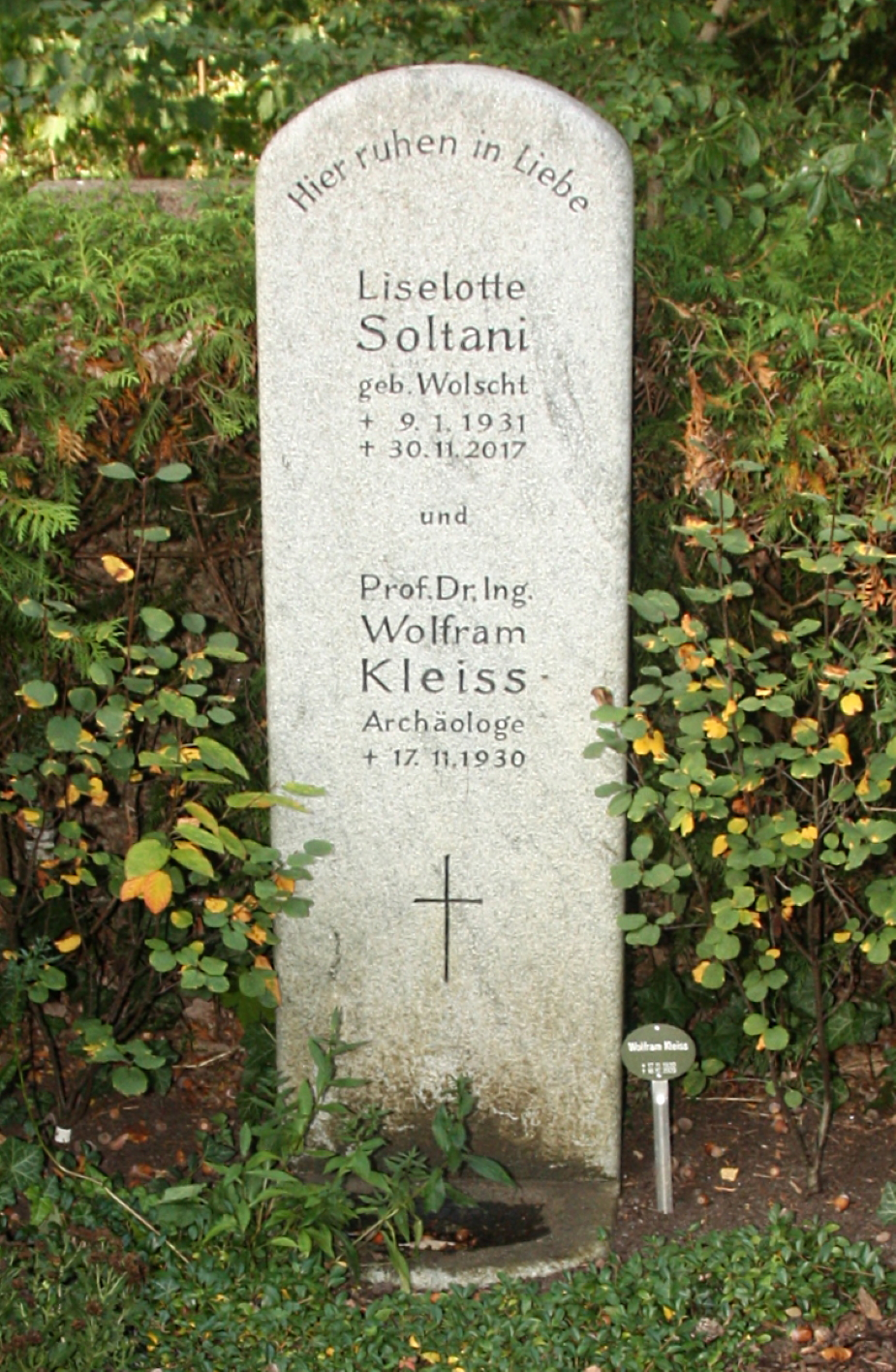
Grab auf dem Südwestkirchhof Stahnsdorf

Kleiss wurde 1930 in Berlin geboren und verbrachte seine Jugend in Weimar. Er studierte an der Technischen Universität Berlin (TU Berlin) und wurde am 25. September 1959 mit seiner Dissertation „Die öffentlichen Bauten von Cambodunum. Baubeschreibung und Rekonstruktion“ zum Dr.-Ing. promoviert. Im selben Jahr erhielt er das Reisestipendium des Deutschen Archäologischen Instituts, das es ihm ermöglichte, erstmals in den Iran zu reisen und dort zu forschen. Anschließend war Kleiss als Referent für Bauforschung bei der Abteilung Istanbul des DAI tätig und führte für dieses vermessungstechnische Arbeiten in den Grabungsstätten von Van durch. Dort entwickelte sich sein spezielles Interesse für die urartäische Architektur. 1962 wurde er nach Teheran versetzt und noch im selben Jahr unter Heinz Luschey stellvertretender Direktor der dortigen Abteilung des DAI. In dieser Position führte er zahlreiche wissenschaftliche Untersuchungen durch, insbesondere in der Provinz West-Aserbaidschan, wo er 1967 die urartäische Festung Bastam entdeckte, was als Meilenstein in der Erforschung der iranischen Eisenzeit gilt. 1971 wurde Wolfram Kleiss in der Nachfolge Luscheys zum Direktor gewählt, setzte seine Tätigkeit auch nach dem Regimewechsel des Jahres 1979 fort und hatte diese Position nahezu ein Vierteljahrhundert lang bis zu seiner Pensionierung im Jahr 1995 inne.
In seinem Ruhestand publizierte er wiederholt über Taubenhäuser verschiedener Kulturkreise. Wolfram Kleiss starb 2020 im Alter von 90 Jahren. Sein Grab befindet sich auf dem Südwestkirchhof Stahnsdorf.

## Forschungstätigkeit
In den 1970er und 1980er Jahren leitete Wolfram Kleiss zahlreiche archäologische Erkundungen in Takht-e Soleymān, Masjid Soleymān, Bastam und Bīsotūn, zusammen mit einem Team von Archäologen aus dem Iran. Mit seinem österreichischen Kollegen Stephan Kroll bereiste er ausgiebig den Iran und besuchte über 1.000 archäologische Stätten, wobei er die antike Architektur und die Kulturdenkmäler des Landes eifrig und akribisch dokumentierte. Kleiss studierte und dokumentierte alles, von urartäischen Festungen aus der Eisenzeit bis hin zu Qajar-Brücken und Moscheen. Zwischen 1969 und 1978 grub Kleiss in Zusammenarbeit mit einem Team von Archäologen aus dem Iran, Deutschland, Italien, Kanada und den USA die urartäische Festung in Bastam aus. Von 1967 bis 1979 führte er archäologische Untersuchungen im Nordwesten des Iran durch und veröffentlichte die Ergebnisse in einer Reihe von Artikeln, so dass das iranische Nationalmuseum nicht mehr nur über urartäische Überreste verfügte, sondern alle Epochen ab dem Neolithikum abdecken konnte.

## Publizistische Tätigkeit und Nachlass
Die Veröffentlichungen von Wolfram Kleiss – mehr als dreihundert Aufsätze und Monographien – behandeln schwerpunktmäßig Themen der Architektur und des Städtebaus im Iran. Als besonders bedeutend gelten die „Geschichte der Architektur Irans“, die „Karawanbauten im Iran“, „Bīsutūn. Geschichte und Geschichte der Forschung 1963-1967“ sowie „Bastam. Rusa-i Uru.Tur“. Die Geschichte der iranischen Architektur wurde 2015 in deutscher Sprache veröffentlicht. In diesem Buch untersucht Wolfram Kleiss die Geschichte der iranischen Architektur vom vierten Jahrtausend unserer Zeitrechnung bis heute. Es gilt schon jetzt als ein Standardwerk dieser Thematik und war kurz nach seinem Erscheinen vergriffen.
Der Nachlass von Kleiss besteht in einer umfangreichen und bedeutenden Sammlung von Veröffentlichungen, Projekten, Plänen und architektonischen Entwürfen sowie einer reichhaltigen Sammlung von Photographien, welche die altiranischen Bauwerke und Kulturdenkmäler nahezu vollständig erfasst.

## Schriften (Auswahl)
- Die öffentlichen Bauten von Cambodunum. Baubeschreibung und Rekonstruktion. (= Materialhefte zur bayerischen Vorgeschichte 18, zugleich Dissertation an der TH Berlin). Lassleben, Kallmünz 1962.
- Topographisch-archäologischer Plan von Istanbul. Verzeichnis der Denkmäler und Fundorte. Wasmuth, Tübingen 1965.
- Zur Topographie des „Partherhanges“ in Bisutun. In: Archäologische Mitteilungen aus Iran. Neue Folge, Band 3, 1970, S. 133–168.
- Zendan-i Suleiman. Die Bauwerke. (= Beiträge zur Archäologie und Geologie des Zendan-i Suleiman, 2). Steiner, Wiesbaden 1971.
- S. Thadei' Vank. (= Documenti di architettura Armena, 4). Ares, Milano 1971.
- mit Harald Hauptmann: Topographische Karte von Urartu. Verzeichnis der Fundorte und Bibliographie. (= Archäologische Mitteilungen aus Iran, Ergänzungsband 3), Reimer, Berlin 1976.
- Bastam, Rusa-i-Uru.Tur. Beschreibung der urartäischen und mittelalterlichen Ruinen. Reimer, Berlin 1977.
- Bastam. Ausgrabungen in den Urartäischen Anlagen 1972-1975. (= Teheraner Forschungen, 4). Gebr. Mann, Berlin 1979, ISBN 978-3-7861-1203-7.
- Bastam. Ausgrabungen in den Urartäischen Anlagen 1977-1978. (= Teheraner Forschungen, 5). Gebr. Mann, Berlin 1988, ISBN 978-3-7861-1337-9.
- Die Entwicklung von Palästen und palastartigen Wohnbauten in Iran. Verlag der Österreichischen Akademie der Wissenschaften, Wien 1989, ISBN 978-3-7001-1570-0.
- Beobachtungen in der Umgebung von Dodehak. In: Archäologische Mitteilungen aus Iran. Band 27, 1994, S. 205–221.
- Bīsutūn. Geschichte und Geschichte der Forschung 1963-1967 (= Teheraner Forschungen. Band 7). Gebr. Mann, Berlin 1996, ISBN 978-3-7861-1860-2.
- Karawanenbauten im Iran. Reimer, Berlin 1997, ISBN 978-3-496-02627-3.
- Terrassenanlagen in der iranischen Architektur. In: Archäologische Mitteilungen aus Iran und Turan. Band 30, 1998, S. 227–268.
- mit Liselotte Soltani: Taubenhäuser in Deutschland und Europa. Reimer, Berlin 2006, ISBN 978-3-496-02791-1.
- Geschichte der Architektur Irans. Reimer, Berlin 2015, ISBN 978-3-496-01542-0.
- Taubenhäuser in Europa, Iran und Ägypten. Reimer, Berlin 2017, ISBN 978-3-496-01575-8.